# ヴァイシェンフェルト
ヴァイシェンフェルト (ドイツ語: Waischenfeld) は、ドイツ連邦共和国バイエルン州オーバーフランケン行政管区のバイロイト郡に属する市。1122年に初めて文献に登場する城を持ち、全国的に有名な保養地であるヴァイシェンフェルトは、フレンキシェ・シュヴァイツに位置している。

## 地理

### 市の構成
本市は、公式には29の地区 (Ort) からなる。このうち小集落や孤立農場などを除く集落を以下に列記する。
| - ブライテンレーザウ - アイヒェンビルキヒ - ゲッセルドルフ - ハンベルク - ヘーロルツベルク - フーベンベルク | - ケットヴァイスドルフ - ランゲンロー - レーリッツ - ナンケンドルフ - ナウジヒ | - ザウゲンドルフ - ゼーリヒ - ジークリッツベルク - ヴァイシェンフェルト - ツォイバッハ |

## 歴史
ヴァイシェンフェルト城は1122年に初めて文献に現れる。ローマ王ルートヴィヒ・デア・バイエルは、1315年にヴァイシェンフェルトに都市権を与えた。ヴァイシェンフェルト城およびヴァイシェンフェルト市は1348年にバンベルク司教の所領となった。バンベルク司教本部の代官が治めるアムトは、1803年の帝国代表者会議主要決議によりバイエルン公国に編入された。

## 行政
2020年5月1日からトーマス・ティーム (CSU)が市長を務めている。

## 文化と見所

### 建築物

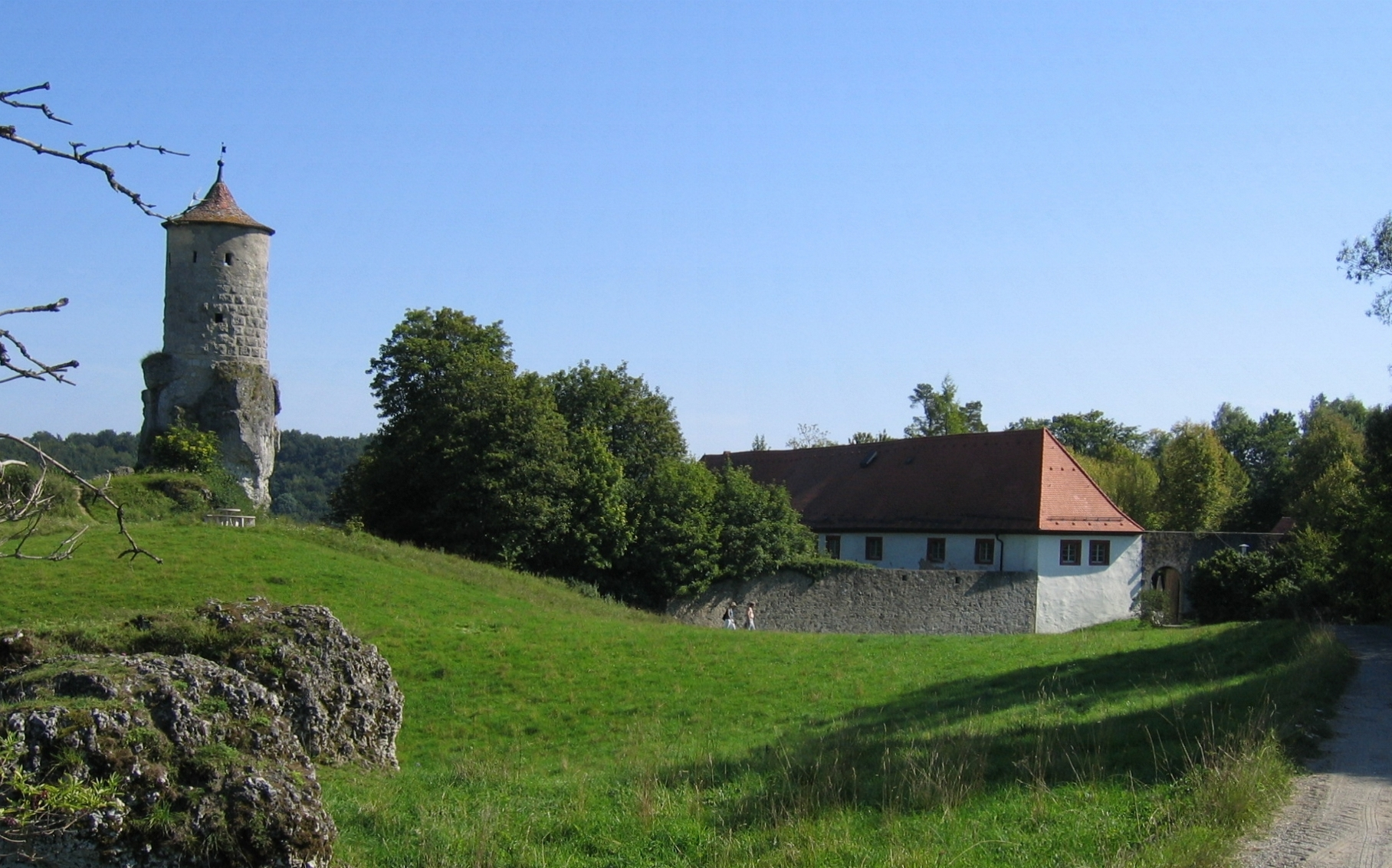
ヴァイシェンフェルト城

- 都市の防衛施設であり、見張り塔 "Steinerner Beutel" （石でできた袋）を有するヴァイシェンフェルト城は、市街からほんの数百m西の岩の台地上にある。円形の高さ13mの塔は石灰岩でできており、現存する城跡の中でもっとも北側の部分に建てられている。城と塔は13世紀頃に建造されたと推測される。
- 洗礼者ヨハネ教会
- 聖ラウレンティウス・聖ミヒャエル礼拝堂
- アンナ礼拝堂

### 催し
- 毎年7月に青年市議会主催の野外ロック・フェスティバル「ロック・イン・デア・ブルク」が行われる。

## 人物

### 出身者
- フリードリヒ・ナウゼア (1496-1552) ウィーン司教区の司教

## 引用
1. ↑  https://www.statistikdaten.bayern.de/genesis/online?operation=result&code=12411-003r&leerzeilen=false&language=de Genesis-Online-Datenbank des Bayerischen Landesamtes für Statistik Tabelle 12411-003r Fortschreibung des Bevölkerungsstandes: Gemeinden, Stichtag (Einwohnerzahlen auf Grundlage des Zensus 2011)
2. ↑  Bayerische Landesbibliothek Online